# Hafez Kasseb
Hafez Kasseb (arabe : حافظ كسيب) (né en Égypte à une date inconnue et mort à une date et à un lieu inconnu) est un joueur de football international égyptien, qui évoluait au poste de milieu de terrain.

## Biographie

### Carrière en club
Il a joué sa carrière de club à Alexandrie à l'Ittihad Alexandrie.

### Carrière en sélection
Il a participé au mondial de 1934 en Italie où ils ne joueront qu'un match au premier tour contre la Hongrie, où ils s'inclineront par 4 buts à 2.